# Landtagswahlkreis 3 (Steiermark)
Der Wahlkreis 3 ist ein Wahlkreis in der Steiermark, der bis 2012 die politischen Bezirke Deutschlandsberg, Leibnitz, Radkersburg und Voitsberg umfasste. Bei der Landtagswahl 2019 ging die Österreichische Volkspartei (ÖVP) mit 38,8 % als stärkste Partei hervor. Von den maximal 8 zu vergebenden Grundmandaten entfielen drei auf die ÖVP, zwei auf die Sozialdemokratische Partei Österreichs (SPÖ) und eins auf die FPÖ.

## Wahlergebnisse
| Landtagswahlen im Wahlkreis 2 | Landtagswahlen im Wahlkreis 2 | Landtagswahlen im Wahlkreis 2 | Landtagswahlen im Wahlkreis 2 | Landtagswahlen im Wahlkreis 2 | Landtagswahlen im Wahlkreis 2 | Landtagswahlen im Wahlkreis 2 | Landtagswahlen im Wahlkreis 2 | Landtagswahlen im Wahlkreis 2 | Landtagswahlen im Wahlkreis 2 | Landtagswahlen im Wahlkreis 2 | Landtagswahlen im Wahlkreis 2 |
| ----------------------------- | ----------------------------- | ----------------------------- | ----------------------------- | ----------------------------- | ----------------------------- | ----------------------------- | ----------------------------- | ----------------------------- | ----------------------------- | ----------------------------- | ----------------------------- |
| Wahltermin                    | GM                            |                               | ÖVP                           | SPÖ                           | FPÖ                           | KPÖ                           | GRÜNE                         | LIF/NEOS                      | TS                            | Sonstige                      |                               |
| 4. Oktober 1981               |                               | Stimmenanteile (%)            | 55,65                         | 40,06                         | 3,50                          | 0,79                          | -                             | -                             | -                             | -                             |                               |
| 4. Oktober 1981               | 11                            | Grundmandate                  | 6                             | 4                             | 0                             | 0                             | -                             | -                             | -                             | -                             |                               |
| 21. September 1986            |                               | Stimmenanteile (%)            | 55,63                         | 37,17                         | 3,34                          | 0,68                          | 2,45                          | -                             | -                             | 0,72                          |                               |
| 21. September 1986            | 11                            | Grundmandate                  | 6                             | 4                             | 0                             | 0                             | 0                             | -                             | -                             | 0                             |                               |
| 22. September 1991            |                               | Stimmenanteile (%)            | 49,41                         | 34,24                         | 13,09                         | 0,31                          | 1,86                          | -                             | -                             | 1,09                          |                               |
| 22. September 1991            | 11                            | Grundmandate                  | 5                             | 4                             | 1                             | 0                             | 0                             | -                             | -                             | 0                             |                               |
| 17. Dezember 1995             |                               | Stimmenanteile (%)            | 40,89                         | 35,79                         | 16,44                         | 0,25                          | 2,81                          | 2,35                          | -                             | 1,46                          |                               |
| 17. Dezember 1995             | 11                            | Grundmandate                  | 4                             | 4                             | 1                             | 0                             | 0                             | 0                             | -                             | 0                             |                               |
| 15. Oktober 2000              |                               | Stimmenanteile (%)            | 51,49                         | 31,86                         | 11,88                         | 0,51                          | 3,56                          | 0,70                          | -                             | -                             |                               |
| 15. Oktober 2000              | 11                            | Grundmandate                  | 6                             | 3                             | 1                             | 0                             | 0                             | 0                             | -                             | 0                             |                               |
| 2. Oktober 2005               |                               | Stimmenanteile (%)            | 42,93                         | 42,42                         | 3,44                          | 4,36                          | 3,06                          | -                             | -                             | 3,79                          |                               |
| 2. Oktober 2005               | 10                            | Grundmandate                  | 4                             | 4                             | 0                             | 0                             | 0                             | -                             | -                             | 0                             |                               |
| 26. September 2010            |                               | Stimmenanteile (%)            | 40,37                         | 39,03                         | 9,91                          | 2,36                          | 3,64                          | -                             | -                             | 4,69                          |                               |
| 26. September 2010            | 10                            | Grundmandate                  | 4                             | 4                             | 1                             | 0                             | 0                             | -                             | -                             | 0                             |                               |
| 31. Mai 2015                  |                               | Stimmenanteile (%)            | 28,43                         | 28,33                         | 31,83                         | 2,91                          | 4,41                          | 2,07                          | 2,02                          | -                             |                               |
| 31. Mai 2015                  | 8                             | Grundmandate                  | 2                             | 2                             | 2                             | 0                             | 0                             | 0                             | 0                             | -                             |                               |
| 24. November 2019             |                               | Stimmenanteile (%)            | 38,76                         | 23,87                         | 21,25                         | 3,66                          | 8,01                          | 4,44                          |                               |                               |                               |
| 24. November 2019             | 8                             | Grundmandate                  | 3                             | 2                             | 1                             |                               |                               |                               |                               |                               |                               |
| 24. November 2024             |                               | Stimmenanteil (%)             | 27,25                         | 20,92                         | 40,88                         | 2,66                          | 3,69                          | 4,59                          | -                             | -                             |                               |
|                               | 8                             | Grundmandate                  | 2                             | 1                             | 3                             | 0                             | 0                             | 0                             | -                             | 0                             |                               |
|                               |                               |                               |                               |                               |                               |                               |                               |                               |                               |                               |                               |